# Station Cherbourg-Maritime
Station Cherbourg-Maritime is een voormalig spoorwegstation in de Franse gemeente Cherbourg-en-Cotentin.
Het station in art-deco-stijl naar plannen van architect André Levavasseur werd geopend in 1933. Het station ligt vlak bij de haven. Hierheen reden de treinen uit Parijs met passagiers voor de schepen die vanuit Cherbourg naar Amerika voeren. Na de sluiting als station in 1970 en een grondige restauratie is in 2002 La Cité de la mer, een wetenschapsmuseum, hier gevestigd.